# Remco van der Schaaf
Remco Jelmer van der Schaaf (Ten Boer, 1979. február 28. –) holland labdarúgó, aki jelenleg a Burnleyben játszik középpályásként.

## Pályafutása

### Klubcsapatban
Miután megfordult a VV Omlandia és a TOP Oss ificsapataiban is, Van der Schaaf a Vitesse-ben kezdte meg profi pályafutását, 1997-ben. 2000-ben kölcsönben a Fortuna Sittardhoz került, hogy tapasztalatot gyűjtsön. Miután visszatért, fontos tagja lett a Vitesse-nek. 82 bajnokin kapott lehetőséget és öt gólt szerzett. 2002-ben a PSV Eindhovenhez igazolt. Három év után visszatért korábbi csapatához, a Vitesse-hez.
2008-ban a Cardiff City és a Burnley is szerette volna leigazolni, ő végül az utóbbi csapatot választotta és hároméves szerződést írt alá velük. 2009 februárjában kölcsönben a dán Brøndbyhez igazolt. A 2008/09-es szezon hátralévő részét itt töltötte.

### A válogatottban
Van der Schaaf tagja volt az U21-es holland válogatottnak.

## Fordítás
- Ez a szócikk részben vagy egészben  a   Remco van der Schaaf című angol Wikipédia-szócikk fordításán alapul.  Az eredeti cikk szerkesztőit annak laptörténete sorolja fel. Ez a jelzés csupán a megfogalmazás eredetét és a szerzői jogokat jelzi, nem szolgál a cikkben szereplő információk forrásmegjelöléseként.